# بانکو ایتاو
بانکو ایتاو (انگلیسی: Banco Itaú) شرکت خدمات مالی و بانکداری برزیلی است، که در سال ۱۹۴۵ تأسیس شد.